# Čang Če-sim
Čang Če-sim (* 3. ledna 1980) je bývalá korejská zápasnice-judistka.

## Sportovní kariéra
V jihokorejské reprezentaci se pohybovala od roku 1999 v pololehké váze do 52 kg. V roce 2000 uspěla v korejské olympijské nominaci pro start na olympijské hry v Sydney. V úvodním kole olympijského turnaje nestačila v boji na zemi na Japonku Noriko Narazakiovou. Z užšího výběru korejské reprezentace vypadla po roce 2001.

## Výsledky
| Turnaj            | 1999           | 2000           | 2001           |
| Turnaj            | 19             | 20             | 21             |
| Turnaj            | pololehká váha | pololehká váha | pololehká váha |
| ----------------- | -------------- | -------------- | -------------- |
| Olympijské hry    |                | úč.            |                |
| Mistrovství světa | —              |                | —              |
| Mistrovství Asie  | 3.             | —              | 2.             |